# Fiedlerit
Fiedlerit ist ein selten vorkommendes Mineral aus der Mineralklasse der „Halogenide“ mit der chemischen Zusammensetzung Pb3(OH)FCl4·H2O, also ein wasserhaltiges Blei-Oxihalogenid. Kristallographisch gesehen ist Fiedlerit ein Polytyp, das heißt seine Kristallstruktur besteht aus einem Schichtgitter mit abwechselnd in trikliner bzw. monokliner Symmetrie kristallisierenden Struktureinheiten. Zur Unterscheidung werden diese zwar gelegentlich als Fiedlerit-1A bzw. Fiedlerit-2M bezeichnet, gelten jedoch nicht als eigenständige Modifikationen und Minerale.
Fiedlerit entwickelt tafelige, leistenförmige Kristalle und Kombinationen bis etwa zwei Millimeter Größe mit diamantähnlichem Glanz auf den Oberflächen. In reiner Form sind die Kristalle farblos und durchsichtig. Durch vielfache Lichtbrechung aufgrund von Gitterbaufehlern oder polykristalliner Ausbildung können diese aber auch weiß erscheinen, wobei die Transparenz entsprechend abnimmt.

## Etymologie und Geschichte
Erstmals entdeckt wurde Fiedlerit in den alten Schlackehalden bei Lavrio in der griechischen Region Attika und beschrieben 1887 durch Gerhard vom Rath, der das Mineral nach dem sächsischen Kommissar für Bergbau Karl Gustav Fiedler (1791–1853) benannte.

## Klassifikation
In der veralteten 8. Auflage der Mineralsystematik nach Strunz gehörte der Fiedlerit zur Mineralklasse der „Halogenide“ und dort zur Abteilung „Oxidhalogenide“, wo er gemeinsam mit Bismoclit, Cotunnit, Daubréeit, Laurionit, Matlockit, Paralaurionit, Pseudocotunnit und Zavaritskit in der „Fiedlerit-Laurionit-Matlockit-Gruppe“ mit der Systemnummer III/C.05 steht.
In der zuletzt 2018 überarbeiteten Lapis-Systematik nach Stefan Weiß, die formal auf der alten Systematik von Karl Hugo Strunz in der 8. Auflage basiert, erhielt das Mineral die System- und Mineralnummer III/D.08-040. Dies entspricht der Klasse der „Halogenide“ und dort der Abteilung „Oxihalogenide“, wo Fiedlerit zusammen mit Brontesit, Challacolloit, Cotunnit, Hephaistosit, Laurionit, Paralaurionit, Pseudocotunnit und Steropesit eine unbenannte Gruppe mit der Systemnummer III/D.08 bildet.
Die von der International Mineralogical Association (IMA) zuletzt 2009 aktualisierte 9. Auflage der Strunz’schen Mineralsystematik ordnet den Fiedlerit in die Klasse der „Halogenide“ und dort in die Abteilung „Oxihalogenide, Hydroxyhalogenide und verwandte Doppel-Halogenide“ ein. Hier ist das Mineral in der Unterabteilung „Mit Pb (As, Sb, Bi) ohne Cu“ zu finden, wo es als einziges Mitglied eine unbenannte Gruppe mit der Systemnummer 3.DC.10 bildet.
In der vorwiegend im englischen Sprachraum gebräuchlichen Systematik der Minerale nach Dana hat Fiedlerit die System- und Mineralnummer 10.03.02.01. Das entspricht der Klasse der „Halogenide“ und dort der Abteilung „Oxihalogenide und Hydroxyhalogenide“. Hier findet er sich innerhalb der Unterabteilung „Oxihalogenide und Hydroxyhalogenide mit der Formel A3(O,OH)2Xq“ als einziges Mitglied in einer unbenannten Gruppe mit der Systemnummer 10.03.02.

## Kristallstruktur
Fiedlerit-1A kristallisiert triklin in der Raumgruppe P1 (Raumgruppen-Nr. 2) mit den Gitterparametern a = 8,57 Å; b = 8,04 Å; c = 7,28 Å; α = 90,0°; β = 102,0° und γ = 103,4° sowie zwei Formeleinheiten pro Elementarzelle.
Fiedlerit-2M kristallisiert monoklin in der Raumgruppe P21/a (Nr. 14, Stellung 3) mit den Gitterparametern a = 16,68 Å; b = 8,04 Å; c = 7,28 Å und β = 102,6° sowie vier Formeleinheiten pro Elementarzelle.

## Bildung und Fundorte

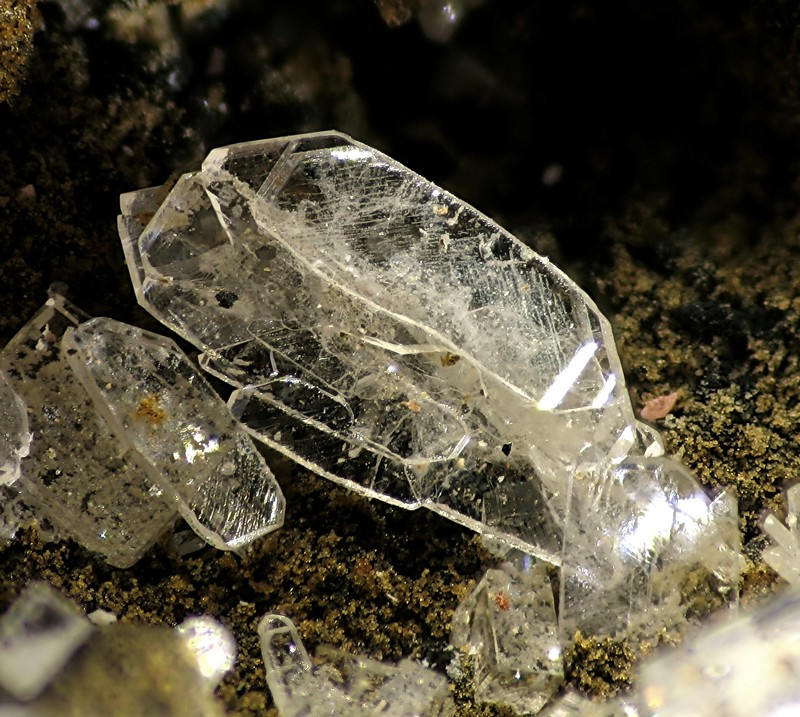
Fiedlerit mit deutlichen Spaltrissen aus der Vrissaki-Schlackenlokalität, Lavrio, Attika, Griechenland (Bildbreite 3 mm)

Fiedlerit bildet sich sekundär als Reaktionsprodukt aus bleihaltigen Schlacken mit halogenhaltigem Meerwasser. Als Begleitminerale können je nach Fundort Cotunnit, Laurionit, Penfieldit und Phosgenit auftreten.
Als seltene Mineralbildung konnte Fiedlerit nur an wenigen Fundorten nachgewiesen werden, wobei bisher (Stand 2014) etwas mehr als 10 Fundorte bekannt sind. An seiner Typlokalität Lavrio in Griechenland fand man das Mineral auf mehreren alten Schlackehalden wie unter anderem im Hafen von Laurion, bei St. Nikolas, Mikrolimanou, Oxygon, Panormos, Passa Limani, Sounion, Thorikos, Tourkolimanon und Vrissaki.
Der bisher einzige bekannte Fundort in Deutschland ist die Zeche Christian Levin in Essen und in Österreich kennt man Fiedlerit bisher nur aus einer Schlackenhalde bei Waitschach in Kärnten.
Weitere bisher bekannte Fundorte sind Baratti in der italienischen Gemeinde Piombino, Argent in der südafrikanischen Provinz Gauteng und die Schlackenlokalität „The Gannel Smelter“ bei Crantock nahe St Agnes in der englischen Grafschaft Cornwall.